# Meromacrus basiger
Meromacrus basiger är en tvåvingeart som först beskrevs av Walker 1860.  Meromacrus basiger ingår i släktet Meromacrus och familjen blomflugor. Inga underarter finns listade i Catalogue of Life.